# UEFA-Champions-League-Hymne
Die UEFA-Champions-League-Hymne ist die offizielle Hymne der UEFA Champions League. Sie wurde 1992 vom englischen Komponisten Tony Britten komponiert und basiert auf Georg Friedrich Händels Zadok The Priest aus den Coronation Anthems. Die letzten beiden Strophen der Hymne werden vor dem Beginn jedes Champions-League-Spiels im Stadion gespielt und fungieren als Intro und Outro für die Fernsehübertragung.

## Entstehung
Im Rahmen der Umbenennung des Europapokals der Landesmeister zur heutigen UEFA Champions League und dem damit einhergehenden Rebrandings des Wettbewerbs beauftragte die UEFA 1992 den britischen Komponisten Tony Britten mit der Komposition einer Champions-League-Hymne. Aufgrund der Popularität des Ensembles Die Drei Tenöre nach dessen Auftritt bei der Fußball-Weltmeisterschaft 1990 wurde Britten angewiesen, etwas „Ernstes“ und „Klassisches“ zu schreiben. Britten basierte das Stück auf einer aufsteigenden Streichermelodie aus Zadok The Priest von Georg Friedrich Händel. In einem Zeitungsinterview von 2013 erklärte er, dass die Hymne zwar eine „Händel'sche Atmosphäre“ („Handelian feel“) habe, er sie aber nicht als reines Plagiat sieht („I like to think it's not a total rip-off“). Der Text mischt Elemente der drei offiziellen UEFA-Sprachen Englisch, Französisch und Deutsch und symbolisiert laut Johan Fornäs, einem schwedischen Professor für Medien- und Kommunikationswissenschaft, die „Stärke“ und „Größe“ des Wettbewerbs und der teilnehmenden Teams.
Das Werk wurde vom Royal Philharmonic Orchestra eingespielt und vom Chor der Academy of St Martin in the Fields eingesungen.
Zur Saison 2024/25 erfuhr die Hymne eine moderate Überarbeitung im Klangbild, so wurde die Musik durch den Komponisten neu arrangiert und eingespielt. Der Text blieb hierbei unverändert. Die Auffrischung erfolgte im Rahmen der Erneuerung des On-Air-Designs des Wettbewerbes.

## Liedtext
Ce sont les meilleures équipes

 Sie sind die allerbesten Mannschaften

 The main event

 

 Die Meister, Die Besten

 Les grandes équipes

 The champions

 

 Une grande réunion

 Eine große sportliche Veranstaltung

 The main event

 

 Ils sont les meilleurs

 Sie sind die Besten

 These are the champions

 

 Die Meister, Die Besten

 Les grandes équipes

 The champions

 Die Meister, Die Besten, Les grandes équipes, The champions

## Spezielle Versionen
Bei den Finalspielen der Champions League werden seit 2009 regelmäßig spezielle Versionen der Hymne live aufgeführt. Oft wird der Text dabei von internationalen Opernstars in der Sprache des Gastgeberlandes gesungen.
| Finale | Ort                            | Besonderheit |
| ------ | ------------------------------ | --- |
| 2009   | Rom, Italien                   | Italienische Version, gesungen von Andrea Bocelli                                                                               |
| 2010   | Madrid, Spanien                | Spanische Version, gesungen von Juan Diego Flórez                                                                               |
| 2011   | London, Vereinigtes Königreich | Gesungen von All Angels |
| 2012   | München, Deutschland           | Originalversion inkl. Passagen auf Italienisch und Spanisch, gesungen von Jonas Kaufmann, Violinen-Begleitung von David Garrett |
| 2013   | London, Vereinigtes Königreich | Letzte Strophe doppelt |
| 2014   | Lissabon, Portugal             | Gesungen von Mariza |
| 2015   | Berlin, Deutschland            | Gesungen von Nina Maria Fischer und Manuel Gomez Ruiz                                                                           |
| 2016   | Mailand, Italien               | Italienische Version, gesungen von Andrea Bocelli                                                                               |
| 2017   | Cardiff, Wales                 | Italienische Version, gesungen von Andrea Bocelli                                                                               |
| 2018   | Kiew, Ukraine                  | Instrumentale Version, gespielt von 2Cellos                                                                                     |
| 2019   | Madrid, Spanien                | Instrumentale Version, gespielt von Asturia Girls                                                                               |